# Esquina Homero Manzi

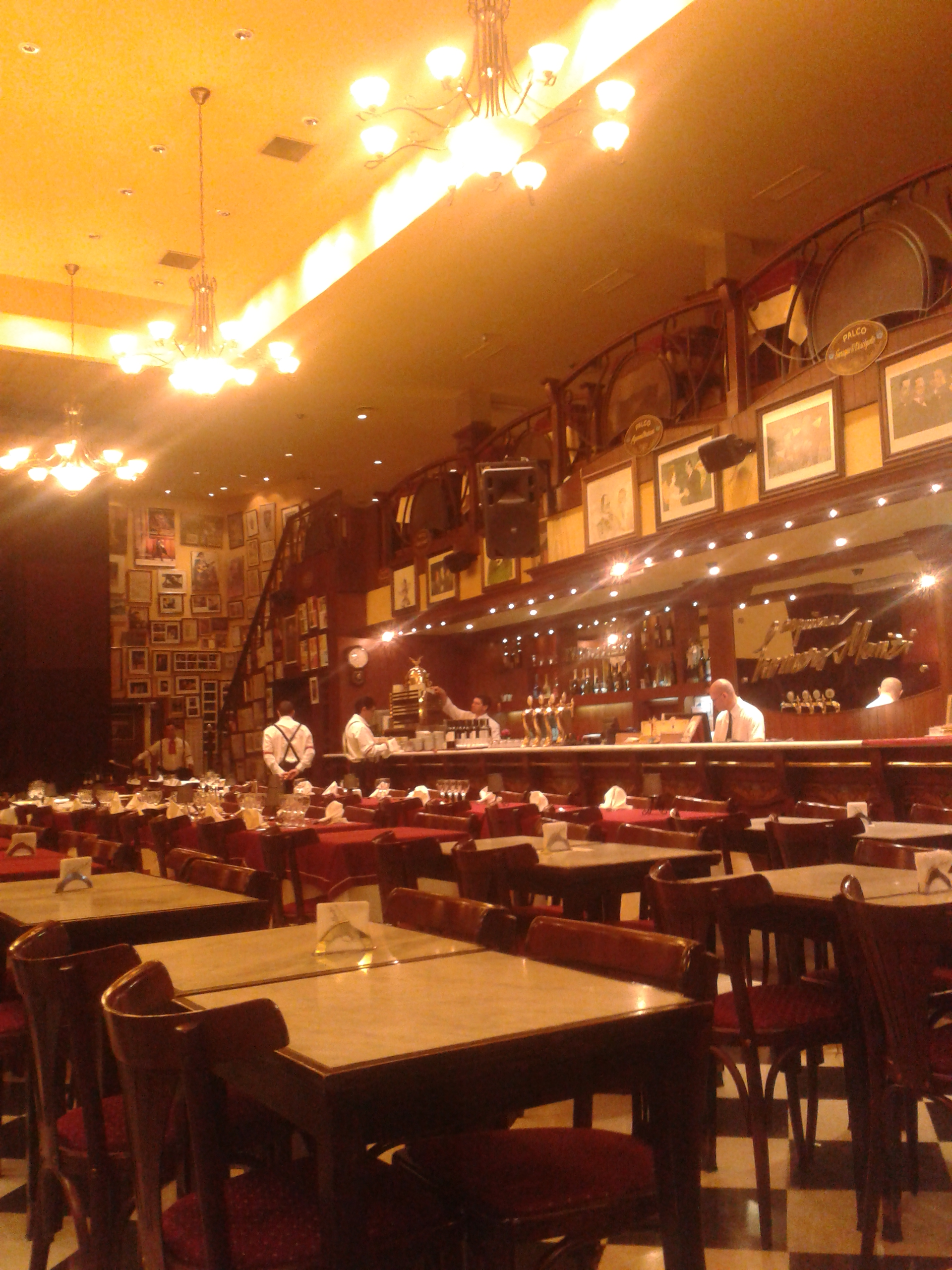
Salón del Esquina Homero Manzi.

Esquina Homero Manzi es un bar y restaurante de la ciudad de Buenos Aires, Argentina, inaugurado en 1927, símbolo de la cultura urbana de la década del cuarenta, ubicado en la tradicional esquina de San Juan y Boedo. Fue declarado Café notable en 2004 por la Comisión de Protección y Promoción de Cafés, Bares, Billares y Confiterías Notables de la Ciudad de Buenos Aires, creada según la ley 35 sancionada por la Legislatura porteña en 1998. La esquina fue declarada Área de Protección Histórica (APH) con nivel de protección cautelar por la ley 67 del mismo año.
El bar toma su nombre del letrista, político y director de cine Homero Manzi, quien escribió el tango Sur en este establecimiento en 1948.

## Historia
El local fue abierto con el nombre El Aeroplano. En 1937 el café fue comprado por dos socios japoneses que lo rebautizaron Nippon. En 1948 los nuevos dueños decidieron llamarlo Canadian y en 1981 el café adquirió su denominación actual. El 6 de marzo de 1999 el café cerró sus puertas. Fue renovado y vuelto a abrir en 2001.
Fue lugar de encuentro de la famosa Corriente Literaria de Boedo, que por sus pensamientos anarquistas o socialista, debido a que sus componentes eran hijos operarios inmigrantes europeos
que habían llegado a comienzos de 1900 al país. Se contraponen a la corriente de Florida